# سیارک ۵۲۴۳
سیارک ۵۲۴۳ (به انگلیسی: 5243 Clasien، نامگذاری:1246T-2) پنج هزار و دویست و چهل و سومین سیارک کشف شده‌است که در ۲۹ سپتامبر ۱۹۷۳ کشف شد.
قدر مطلق سیارک برابر ۱۲٫۹۰ است.